# Apamea subrurea
Apamea subrurea là một loài bướm đêm trong họ Noctuidae.